# سرتشت (زلاغي الشرقي)
سرتشت (بالفارسية: سرچات) هي قرية تقع في إيران في قسم زلاغي الشرقي الریفي.